# Vampirski šišmiši
Vampirski šišmiši ili šišmiši-vampiri (Desmodontinae) su potporodica šišmiša koji piju krv. Postoje tri roda sa samo po jednom vrstom vampirskih šišmiša.

## Opis
Tijelo im je dugačko od 65 do 95 mm, a teški su između 15 i 50 grama. Raspon krila običnog vampira (Desmodus rotundus) je od 35 do 40 cm.
Imaju male i ošte prednje zube, crvene i kratke jezike kojima poližu kožu žrtve, velike uši i spljoštene nosove. Pokriveni su kratkom smeđe-sivom dlakom, no na trbuhu je dlaka bijela. Na svojim kratkim nogama imaju po pet prstiju i na nogama nema dlake. Hodaju četveronoške.

## Prehrambene navike
To su jedini poznati sisavci koji se hrane isključivo krvlju. Vampirski šišmiši ližu krv. Pogrešna je tvrdnja nekih ljudi da vampirski šišmiši sišu krv. Najčešće slijeću na neku domaću ili divlju životinju (kravu, konja, svinju, kokoš, tapira, ptice...). Rijetko slijeću na čovjeka. Prvo poližu kožu životinje, a zatim svojim oštrim prednjim zubima zagrizu kožu i stvori se mala rana iz koje jezikom liže. Njihova slina sadrži antikoagulans što omogućuje nesmetano isticanje krvi bez da se krv zgruša. Životinje najčešće to i ne osjete. Obično popije vrlo malo krvi, samo 20 ml. Ljudi se boje vampirskih šišmiša.

## Način života
Šišmiši vampiri nemaju posebne zahtjeve u odnosu na okoliš. Žive u toplijim kako vlažnim tako i sušim područjima. To su noćne životinje, a za spavanje koriste u prvom redu špilje, no može ih se naći i u šupljinama stabala, rudnicima raznim kopovima ili napuštenim zgradama. 
Ove vrste žive u skupinama do oko 100 jedinki. Sve tri vrste vampirskih šišmiša imaju razvijeno socijalizirano ponašanje, no taj razvoj je kod običnih šišmiša otišao najdalje. U to ponašanje spada uzajamna njega krzna ali i povraćanje pojedene krvi koju dijeli s manje uspješnim jedinkama. 

## Opasnosti od šišmiša vampira
Puno manja opasnost od njihovog ugriza je gubitak krvi, značajno veća je od inficiranja bjesnoćom. Kako tijekom samo jedne noći mogu "posjetiti" više raznih životinja od kojih neka može biti zaražena, način hranjenja ovih šišmiša upravo radi toga predstavlja opasnost za njihove žrtve. 

## Sistematika
Vampirski šišmiši svrstani su u potporodicu porodice Phillostomidae, i filogenetički tvore sestrinski takson svih drugih vrsta ove porodice. Dijeli se na tri roda od kojih svaki ima samo po jednu recentnu vrstu:
- obični vampir, često nazvan i šišmiš vampir i veliki šišmiš vampir (Desmodus rotundus),
- bjelokrili vampir (Diameus youngi),
- češljozubi vampir (Diphylla ecaudata).

Osim dvije fosilne vrste roda Desmodus iz pleistocena, nema drugih poznatih fosila vampirskih šišmiša. O tome kako je kod njih došlo do ovog specifičnog načina prehrane danas nema pouzdanog odgovora. Predlažu se dvije teorije:
- Prema jednoj, vampirski šišmiši razvili su se od predaka koji su se hranili plodovima a čiji su sjekutići i očnjaci prvobitno bili prilagođeni nagrizanju voća s tvrdom korom.
- Prema drugoj, vampirski šišmiši su se razvili od kukcojedih predaka specijaliziranih na ektoparazitiranje na drugim životinjama. Možda su rane koje su kukci nanijeli svojim domaćinima privukle njihove pretke.

Pored stvarnih šišmiša vampira, i neki drugi šišmiši se nazivaju vampirima:
- Plodojedi vampiri (Stenodermatinae), koji se isto ubrajaju u porodicu Phyllostomidae, a hrane se pretežno voćem, imaju vanjskih sličnosti s vampirskim šišmišima.
- Lažni vampiri (Megaderma) iz Azije također su im slični, a ubrajaju se u porodicu Megadermatidae, koja s njima nije bliže srodna.

## Mitovi i legende
Postoji legenda o čovjeku vampiru pod imenom grof Drakula. Pojavljuje se u mnogim filmovima. O njemu su objavljene mnoge priče, a posebno roman Drakula. Roman je objavljen 1897. god. a pisac se zove Bram Stoker.
Neovisno o ovim europskim legendama, u mitologiji Maja pojavljuje se čudovište Camazotz koje ima oblik šišmiša i napada životinje i ljude i pije njihovu krv. Do koje mjere su na ovaj mit utjecale predodžbe o običnom vampiru ili o izumrloj vrsti Desmodus draculae koja je bila veća od današnjeg običnog vampira, nije jasno. 

## Rasprostranjenost
Vampirski šišmiši žive od juga Teksasa u SAD-u, pa do juga Južne Amerike i samo na nekim otocima pred njenom obalom (Isla Margarita, Trinidad i Tobago), ne na svim Karipskim otocima. Vrlo su rijetki.

## Vanjske poveznice
|  | Zajednički poslužitelj ima još gradiva o temi Vampirski šišmiši |
|  | Wikivrste imaju podatke o taksonu Vampirskim šišmišima          |

- Desmodus draculae  Arhivirana inačica izvorne stranice od 12. studenoga 2018. (Wayback Machine)